# Menjamel garser
El menjamel garser (Certhionyx variegatus) és una espècie d'ocell de la família dels melifàgids (Meliphagidae) i única espècie del gènere Certhionyx. Habita sabanes àrides d'Austràlia, des de la costa d'Austràlia Occidental cap a l'est fins a l'oest de Queensland, oest de Nova Gal·les del Sud i nord-oest de Victòria.

## Descripció
- Menjamel amb 15 – 18 cm de llarg i un pes de 27 g.
- Mascle de colors molt contrastats, amb cap i coll negre, pit i abdomen blancs. Parts superiors negres amb grans zones blanques a les ales. Potes, bec i una taca a sota de l'ull de color blau.
- Femella de colors poc vistosos.

## Taxonomia
Dins el gènere Certhionyx eren incloses tres espècies fins als treballs de Driskell et Christidis 2004 i de Christidis et Boles 2008 que propiciaren la inclusió de Certhionyx nigrum al monotípic gènere Sugomel i Certhionyx pectoralis al també monotípic Cissomela.